# Арна (Италия)
Вижте пояснителната страница за други значения на Арна.
Арна̀ (на италиански и на френски: Arnad, на местен диалект: Arnà, до 1976 г. Arnaz) е село и община в Северна Италия, автономен регион Вале д'Аоста. Разположено е на 361 m надморска височина. Населението на общината е 1323 души (към 2010 г.).